# San Pellegrino in Vaticano
San Pellegrino in Vaticano ou Igreja de São Peregrino no Vaticano é um antigo oratório na Via dei Pellegrini, no Vaticano, e dedicada a São Peregrino de Auxerre, um padre romano nomeado pelo papa Sisto II (r. 257–258) e martirizado na Gália no século III. É uma das igrejas mais antigas do Vaticano.
A igreja foi construída pelo papa Leão III por volta de 800 e recebeu o nome de "San Pellegrino in Naumachia", uma referência à naumaquia construída a noroeste do Castel Sant'Angelo e dedicada pelo imperador romano Trajano em 109. No século XVII, o papa Clemente X (r. 1670–1676) cedeu a igreja para a Pontifícia Guarda Suíça, que a utilizou para seus serviços religiosos, juntamente com Santi Martino e Sebastiano degli Svizzeri, até 1977. Depois da cessão, a igreja caiu em desuso e começou a se arruinar, mas foi restaurada no século XIX quando evidências de afrescos do século IX foram descobertos. Com o nome de San Pellegrino degli Svizzeri, foi transformada na igreja nacional da Suíça.
A igreja atualmente serve como capela para a Pontifícia Gendarmaria e o corpo de bombeiros do Vaticano, sob o comando do capelão da corporação – atualmente o monsenhor Giulio Viviani.

## História
As origens da igreja são antigas, remontando ao século VIII, um fato atestado em diversas passagens do Liber Pontificalis e também em escavações arqueológicas conduzidas pelo monsenhor Anton de Waal em 1888. De Waal descobriu antigas pinturas do século IX e outras dos séculos XIII e XIV. Há uma tradição que conta que Carlos Magno, em sua coroação em 800, deu as relíquias de São Peregrino de Auxerre para esta igreja, a razão de seu nome. Outra razão pode ter sido o serviço prestado pela igreja aos peregrinos (em latim: peregrini), uma vez que vizinho à igreja estava o Hospitale Francorum, um hospital para peregrinos franceses , e um cemitério.
A igreja originalmente chamava-se San Pellegrino in Naumachia. Uma naumaquia, literalmente "combate naval", é um lago artificial onde batalhas navais eram apresentadas para uma audiência. A "Paixão de Pedro e Paulo", do século V, reconta a crucificação de São Pedro e acrescenta: "Santos homens...levaram seu corpo em segredo e o depositaram sob um terebinto perto da naumaquia, no local chamado o Vaticano". As ruínas da estrutura foram escavadas em 1743, entre a via Alberico et via Cola di Rienzo. Hülsen sugeriu que esta estrutura, construída perto do Circo de Nero, à noroeste do Mausoléu de Adriano (atual Castel Sant'Angelo), que é posterior, é a naumaquia referida no nome da igreja e chamou-a de "Naumachia Vaticana". Escavações posteriores ajudaram a identificar seu formato, tamanho e orientação. Era uma estrutura retangular com cantos internos e externos arredondados, com 120 metros de largura e, pelas estimativas dos arqueólogos, pelo menos 300 metros de comprimento na direção norte-sul. Esther Boise van Deman identificou o estilo das paredes de tijolo da fachada da naumaquia como sendo da época de Trajano. Em 1932, Jérôme Carcopino relatou a descoberta, entre os Fasti Ostiensi, da dedicação pelo imperador Trajano, em 11 de novembro de 109, de uma naumaquia. Desde então, esta "Naumachia Traiani" tem sido identificada como sendo a mesma "Naumachia Vaticana".
O papa Pascoal I (r. 817–824) cedeu a igreja ao mosteiro de Santa Cecilia in Trastevere e o papa Leão IX (r.1049  1054) passou para o mosteiro de Santo Stefano degli Abissini. Um documento nos arquivos de Santa Maria in Via Lata, datado de 1030, registra que igreja estava localizada "fora do portão de São Pedro, o Apóstolo, não muito longe da Muralha Leonina da cidade" (em latim: ...foris portam b. Petri apostoli non longe a muris civitatis Leonianae). Do século XIII em diante, a igreja ficou sob o controle dos cônegos da Antiga Basílica de São Pedro, que promoveram uma reforma em 1590.
Como resultado da Paz de Vestfália (1648), a Pontifícia Guarda Suíça perdeu o direito de enterrar seus membros no Campo Santo Teutônico, no Vaticano, que ficou restrito aos alemães. Eles também perderam o direito de utilizar sua pequena capela em Santa Maria della Pietà in Camposanto dei Teutonici. Em 1653, Johann Rudolf Pfyffer von Altishofen, comandante da Guarda Suíça, obteve do papa Inocêncio X o direito de utilizar a igreja de San Pellegrino e seu cemitério. Ele próprio está sepultado na igreja.
Em 1671, o papa Clemente X cedeu-a definitivamente para a Guarda Suíça, que a utilizou para seus serviços religiosos até 1977 em conjunto com Santi Martino e Sebastiano degli Svizzeri. O cemitério suíço está atrás da igreja. Por séculos, membros da Guarda Suíça foram enterrados na cripta da igreja.

## Arquitetura
As partes mais antigas do edifício atual datam do século XV. A igreja recebeu muitos elementos decorativos novos entre os séculos XII e XVIII. Entre os séculos XIII e XV, diversos papas, como Inocêncio III, Gregório IX, Bonifácio IX e Nicolau V demonstraram um interesse especial pela igreja.

### Exterior
A Guarda Suíça encomendou, em 1671, a fachada da igreja, em estilo neoclássico. É uma fachada simples com um par de de colunas duplas dóricas sustentando um entablamento coroado por um frontão triangular. O grande nicho de topo arredondado sobre a entrada abriga uma estátua de São Peregrino.

### Interior
Os túmulos dos antigos capitães da Guarda Suíça também ficam na igreja. No interior estão restos de alguns antigos afrescos, incluindo um "Cristo Pantocrator". Do edifício original, apenas a abside estava decorada com afrescos.
O teto da igreja foi decorado com caixotões de madeira, populares durante o Renascimento e o Barroco, e provavelmente é do século XVII. Entre seus caixotões azuis, verdes e dourados estão inseridos os brasões dos comandantes da Guarda Suíça, como os lírios da família Pfyffer von Altishofen e a flor da família Röist.

### Leitura complementar
- Webb, Matilda (2001). The Churches and Catacombs of Early Christian Rome (em inglês). Brighton: Sussex Academic Press. p. 34. ISBN 1-902210-57-3